# Épineuil
Épineuil és un municipi francès, situat al departament del Yonne i a la regió de Borgonya - Franc Comtat. L'any 2007 tenia 619 habitants.

## Demografia

### Població
El 2007 la població de fet d'Épineuil era de 619 persones. Hi havia 240 famílies, de les quals 56 eren unipersonals (28 homes vivint sols i 28 dones vivint soles), 88 parelles sense fills, 76 parelles amb fills i 20 famílies monoparentals amb fills.
La població ha evolucionat segons el següent gràfic:
Habitants censats

### Habitatges
El 2007 hi havia 307 habitatges, 255 eren l'habitatge principal de la família, 26 eren segones residències i 25 estaven desocupats. 290 eren cases i 17 eren apartaments. Dels 255 habitatges principals, 201 estaven ocupats pels seus propietaris, 46 estaven llogats i ocupats pels llogaters i 8 estaven cedits a títol gratuït; 3 tenien una cambra, 9 en tenien dues, 30 en tenien tres, 79 en tenien quatre i 134 en tenien cinc o més. 186 habitatges disposaven pel capbaix d'una plaça de pàrquing. A 110 habitatges hi havia un automòbil i a 124 n'hi havia dos o més.

### Piràmide de població
La piràmide de població per edats i sexe el 2009 era:
| Homes | Edats   | Dones |
| ----- | ------- | ----- |
| 0     | 95 o +  | 0     |
| 0     | 90 a 94 | 0     |
| 4     | 85 a 89 | 8     |
| 4     | 80 a 84 | 12    |
| 0     | 75 a 79 | 4     |
| 12    | 70 a 74 | 16    |
| 16    | 65 a 69 | 16    |
| 24    | 60 a 64 | 16    |
| 20    | 55 a 59 | 24    |
| 20    | 50 a 54 | 28    |
| 36    | 45 a 49 | 20    |
| 12    | 40 a 44 | 12    |
| 40    | 35 a 39 | 32    |
| 8     | 30 a 34 | 12    |
| 32    | 25 a 29 | 16    |
| 12    | 20 a 24 | 16    |
| 24    | 15 a 19 | 20    |
| 28    | 10 a 14 | 24    |
| 20    | 5 a 9   | 20    |
| 4     | 0 a 4   | 0     |

## Economia
El 2007 la població en edat de treballar era de 409 persones, 312 eren actives i 97 eren inactives. De les 312 persones actives 291 estaven ocupades (163 homes i 128 dones) i 21 estaven aturades (8 homes i 13 dones). De les 97 persones inactives 39 estaven jubilades, 32 estaven estudiant i 26 estaven classificades com a «altres inactius».

### Ingressos
El 2009 a Épineuil hi havia 268 unitats fiscals que integraven 622,5 persones, la mediana anual d'ingressos fiscals per persona era de 18.554 €.

### Activitats econòmiques
Dels 25 establiments que hi havia el 2007, 1 era d'una empresa alimentària, 1 d'una empresa de fabricació d'altres productes industrials, 3 d'empreses de construcció, 8 d'empreses de comerç i reparació d'automòbils, 2 d'empreses d'hostatgeria i restauració, 2 d'empreses d'informació i comunicació, 3 d'empreses immobiliàries, 4 d'empreses de serveis i 1 d'una entitat de l'administració pública.
Dels 6 establiments de servei als particulars que hi havia el 2009, 1 era un taller de reparació d'automòbils i de material agrícola, 3 paletes, 1 lampisteria i 1 restaurant.
Dels 2 establiments comercials que hi havia el 2009, 1 era una botiga de menys de 120 m² i 1 una joieria.
L'any 2000 a Épineuil hi havia 15 explotacions agrícoles que ocupaven un total de 217 hectàrees.

## Equipaments sanitaris i escolars
L'únic equipament sanitari que hi havia el 2009 era una ambulància.
El 2009 hi havia una escola elemental.

## Poblacions més properes
El següent diagrama mostra les poblacions més properes.